# Bubryák István
Bubryák István (Szentes, 1946. augusztus 9. –) magyar újságíró, pedagógus, filmrendező, forgatókönyvíró, producer, szerkesztő.

## Életpályája
Szülei: Bubryák István vasutas és Remlinger Erzsébet. Általános iskolai tanulmányait Csongrádon végezte el. 1967–1971 között a Szegedi Tanárképző Főiskola hallgatója volt. 1971–1977 között oktatott Gyálon. 1977–2000 között a Magyar Televízió szegedi körzeti stúdiójának szerkesztője, 1997–2000 között vezetője volt. 2000 óta önálló producerként dolgozik.

## Filmjei
- Szekszárdi mise (2001)
- Fény - kép. Hommage à Moholy-Nagy László, 2004 (Producer)
- Téglagyári mementó, 2004. (Szerkesztő-riporter) Bubryák Stúdió.
- "... hogyan mondd el fiadnak..." 2004−2005. (Szerkesztő-riporter) Bubryák Stúdió Produkciós Iroda
- Gyári burleszkek - szegedi gyárak végnapjai, I-III. 2005 (Rendező-producer) Bubryák Stúdió, MTV
- Rézbánya Borban, 2006 (Szerkesztő-producer, rendező) Bubryák Film Stúdió
- A Kasztner-vonat, I−II−III. 2006 (Forgatókönyvíró, producer) Bubryák Stúdió
- Vízkormányzás, 2006. (Szerkesztő, rendező, producer) Bubryák Stúdió
- A bokréta
- Ebes
- Véletlen halottak
- A Lőw család
- Arctalan árnyak - Weisz Sándor, a tótkomlósi fényképész, 2009 (Szerkesztő-producer). Bubryák Stúdió Bt.
- Egy betemetett zsinagóga Budán, 2009. (Szerkesztő-producer) Bubryák Stúdió
- Nonius Senior, 2010. Bubryák Stúdió
- Uz völgyéből szeretettel, 2013. (Rendező, forgatókönyvíró, producer)

## Művei
- Húszévesek. A Magyar Televízió Rt. Pécsi és Szegedi Körzeti Stúdióinak jubileumi kiadványa; szerk. Békés Sándor, Bubryák István; MTV, Bp., 1996
- Média az ezredfordulón (2000)
- A regionális televíziózásról (2006)
- Pipás Pista talán igaz története. Emléktöredékek monológként. Le-, meg- és átírta Bubryák István; Bubryák Stúdió Bt., Szeged, 2013